# دره فرحزاد
دره فرحزاد از بخش‌های خوش آب و هوای شمال تهران به حساب می‌آید که در مابین مناطق ۲ و ۵ شهرداری تهران واقع شده‌است. در کنارهٔ شرقی پونک، دره ای قرار دارد که رودخانهٔ پونک در آن جاریست. این دره را از دیرباز، «دره فرحزاد» می‌نامیدند. دره فرحزاد در شمال غرب تهران در دامنه جنوبی ارتفاعات البرز قرار گرفته‌است. در اطراف فرحزاد در شرق، محلهٔ سعادت آباد و در جنوب شرقی آن محلهٔ شهرک غرب واقع شده‌است و در غرب محلهٔ پونک و کن واقع شده‌است. این دره داری طبیعت متنوع و زیبایی است که از مبدأ کوهستان تا عمق بافت شهر به طول ۱۰ کیلومتر نفوذ می‌کند.
رودخانه‌های تهران پس از گذر میلیونها سال، بستری را برای جریان آب در دره‌های تهران باز کرده‌اند اما حریم این رودخانه‌ها در حال حاضر با بافت‌های متراکم مسکونی احاطه شده و در صورتی که در برخورد با رود دره‌هایی چون فرحزاد، دربند و … در بخش راهسازی شهری باید از پل‌های روگذر استفاده شود اما به منظور کاهش هزینه‌ها سد پل‌ها به عنوان جایگزینی برای پل‌های روگذر مورد استفاده قرار گرفتند.

## پارک نهج‌البلاغه
بوستان نهج البلاغه از جنوب به اتوبان همت می‌رسد و از شرق و غرب با بلوار همیلا برخورد دارد. با استفاده از ماشین شخصی یا تاکسی می‌توان خود را به بزرگراه همت یا بلوار همیلا رساند و از آنجا به پارک نهج البلاغه رفت.
بوستان نهج‌البلاغه یکی از پارک‌های تهران می‌باشد که بیش از ۳۵ هکتار وسعت دارد و در بخش وسیعی از دره فرحزاد احداث شده‌است. طول این بوستان هم‌اکنون بیش از یک و نیم کیلومتر است. این بوستان با ۳۵ هکتار مساحتش برای کسانی که اهل ورزش یا گردشگری درون‌شهری باشند، ایدئال است.
بوستان نهج‌البلاغه در حال حاضر دارای هشت تراست پیاده‌رو طولی ۱۲۰۰ متری، سه تراست پیاده‌رو عرضی ۳۰۰ متری، ۹ کیلومتر مربع مسیر دوچرخه‌سواری، دو پل عابر پیاده بر روی دره است، در این بوستان می‌توان از وجود این ۲ پل ویژه تردد عابران پیاده که بر روی دره واقع شده‌است و صدها نیمکت که برای استراحت و استقرار بازدیدکنندگان از بوستان نهج البلاغه در این پارک تعبیه شده‌است، نام برد.
پیاده‌روی و دوچرخه سواری در مسیری که ویژه این کار ساخته شده اصلی‌ترین تفریح این مجموعه است. دوچرخه سواری در این بوستان یکی از تفریح‌ها به‌شمار می‌رود. می‌توان از دوچرخه‌هایی که در پارک کرایه داده می‌شوند استفاده کرد. مسیر ویژه دوچرخه سواری پارک ۹ هزار متر مربع است. فلسفه طراحی شهری دره فرحزاد عمدتاً براساس کمترین استفاده از وسیله نقلیه شخصی استوار است.
بوستان نهج البلاغه با داشتن ۳۵ هکتار وسعت به عنوان تفرجگاه اصلی مردم شهر تهران به ویژه ساکنین غرب پایتخت درآمده است.

### سیاست‌های پیشنهادی برای تحقق طرح
- طراحی مسیرهای شمالی جنوبی پیاده و دوچرخه به عنوان اعضای حرکتی.
- تداوم ارتباط پیاده در کل رود دره با استفاده از رو گذرهای عابرپیاده روی بزرگراه‌ها.

### احداث دسترسی سواره
آنچه که به عنوان نتیجه مطالعات ترافیکی دره فرحزاد حاصل شد، این است که دسترسی بلوکه ای بین بزرگراه برای ساکنین آن دشوار می‌باشد. احداث زیرگذر و رو گذر در پل‌های همت، نیایش و رسالت جزء اقدامات اساسی است.

## وسعت دره فرحزاد
دره فرحزاد در شمال غرب تهران در دامنه جنوبی ارتفاعات البرز قرار گرفته‌است. این محدوده تقریباً ۱۰ کیلومتر طول دارد که از شمال دره فرحزاد شروع و به میدان صادقیه ختم می‌شود؛ که از طرف غرب به بزرگراه اشرفی اصفهانی محدود می‌شود. رود دره فرحزاد علاوه بر جاذبه‌های طبیعی، ارزش‌های طبیعی و فرهنگی هم دارد، چرا که از یک سو راه قدیمی و معروف امامزاده داوود از درون آن می‌گذرد و از سوی دیگر، امکان امتداد آن تا نماد میدان آزادی نیز وجود دارد.

## فرحزاد در لغت
عباس اقبال آشتیانی دربارهٔ فرحزاد در «جغرافیای بلاد و نواحی» در مجله یادگار (سال اول) نوشته‌است: «فرح زاد در شمال غربی طهران بین تجریش و کن واقع است.» نام این ده در کتاب «منتقله الطالبیه» آمده، اما به شکل فرزاد که املای قدیم آن فره زاد است. بعدها قیاس عامیانه «فره» را به «فرح» عربی مبدل ساخته و فره زاد و فرزاد را فرح زاد کرده‌است.
فاضل معاصر سید حسن خرسان از این آبادی با نام فرازاذ یاد کرده‌است.
راقم گوید: «فره» (به فتح اول و شد دوم وهای ساکن) به معنای شأن و شوکت است؛ و «زاد» به معنای توشه است؛ و مجموع به معنای «توشه با عظمت» است.
در متون قدیم آمده‌است که مردم دهکده «دولاب» و «تهران» پیرو مذاهب اهل سنت و اهالی «ونک» و «فرح‌زاد» شیعه و زیدی مذهب بوده‌اند. اعتضاد السلطنه فاصله تهران تا فرحزاد را دو فرسخ نوشته‌است. شهرک غرب در آغاز «شهرک فرحزاد» نامیده می‌شد.

### وجه تسمیه فرحزاد
هرچند جمعی بر اساس نام مشهور امروزی این آبادی یعنی «فرحزاد» وجه تسمیه آن را به اشتباه، بدان سبب که جایی فرحبخش و خوش آب و هوا بوده‌است، منسوب به «فرح» دانسته‌اند، اما چنان‌که آمد، نام اصلی آن «فره زاد» بوده و به سبب پیدایش آب در آنجا آن را «توشه عظیم» شمرده‌اند.